# Michael Obiora
Michael Obiora es un actor y escritor inglés más conocido por haber interpretado a Max Abassi en la serie Grange Hill, a Ben Trueman en Hotel Babylon y a Lloyd Asike en la serie Casualty.

## Biografía
Nació en el noroeste de Londres de padres Nigeria-Igbo.
En el 2008 Michael fue diagnosticado con la enfermedad celíaca.

## Carrera
En 1998 se unió al elenco principal de la serie Grange Hill donde interpretó al estudiante Max Abassi hasta 2002.
En 2006 se unió al elenco principal de la serie Hotel Babylon, donde interpretó a Benjamin "Ben" Trueman, el recepcionista principal del hotel hasta el final de la serie en 2009 e interpretó al soldado Jackson Clark en la serie Bombshell.
En 2007 apareció como invitado en la popular serie británica Doctor Who donde interpretó al detective inspector Billy Shipton.
En 2009 escribió una novela la cual tituló "Black Shoes". 
El 11 de junio del mismo año apareció como invitado en la popular serie EastEnders donde interpretó al futbolista local Ellis Prince, un joven que sale brevemente con Chlesea Fox, hasta el 16 de junio de 2009. También apareció como invitado en la primera temporada de la serie Misfits donde interpretó a Pete hasta 2010.
El 20 de agosto de 2011 se unió al elenco principal de la serie médica Casualty donde interpreta al enfermero Lloyd Asike, hasta el 2013.

## Filmografía

### Series de televisión
| Año         | Serie             | Personaje          | Notas                          |
| ----------- | ----------------- | ------------------ | ------------------------------ |
| 2017        | Snatch            | Nas Stone          | 2 episodios                    |
| 2017        | Midsomer Murders  | Oliver Marcet      | episodio "Red in Tooth & Claw" |
| 2016        | Hooten & the Lady | Julian             | episodio "The Caribbean"       |
| 2015        | Luther            | Errol Minty        | episodio # 4.1                 |
| 2015        | Fortitude         | Max Cordero        | 5 episodios                    |
| 2011 - 2013 | Casualty          | Lloyd Asike        | 65 episodios                   |
| 2009 - 2010 | Misfits           | Pete               | 5 episodios                    |
| 2006 - 2009 | Hotel Babylon     | Ben Trueman        | 32 episodios                   |
| 2009        | EastEnders        | Ellis Prince       | 4 episodios                    |
| 2007        | Doctor Who        | Det. Billy Shipton | episodio "Blink"               |
| 2006        | Afterlife         | Terence Olivets    | episodio "The Rat Man"         |
| 2006        | Bombshell         | Jackson Clark      | 7 episodios                    |
| 2005        | Judge John Deed   | Jez Balfe          | episodio "Above the Law "      |
| 2004        | My Family         | Jack               | episodio "You Don't Know Jack" |
| 2004        | Sea of Souls      | Lucas              | 2 episodios                    |
| 2003        | Holby City        | Perry Green        | episodio "Endgame"             |
| 2003        | The Bill          | Nathan Morley      | 5 episodios                    |
| 2002        | Doctors           | Adam Charlton      | episodio "A Quick Fix"         |
| 1998 - 2002 | Grange Hill       | Max Abassi         | 67 episodios                   |

### Películas
| Año  | Título             | Personaje | Notas                                                        |
| ---- | ------------------ | --------- | ------------------------------------------------------------ |
| 2012 | Kandi and the Jinn | Marty     | corto - junto a Kallee Brookes, Ryan Mulkay & Ebe Sievwright |

### Apariciones
| Año              | Programa         | Notas                            |
| ---------------- | ---------------- | -------------------------------- |
| 2008, 2009, 2010 | The Wright Stuff | 8 episodios - panelista invitado |

### Teatro
| Año  | Obra             | Personaje         | Director (a)   | Teatro              | Notas                                                                   |
| ---- | ---------------- | ----------------- | -------------- | ------------------- | ----------------------------------------------------------------------- |
| 2004 | Badnuff          | Lanny             | Jonathan Lloyd | The Soho Theatre    | junto a Raquel Cassidy, David Harewood, Rachel Harvey y Josef Altin     |
| 2003 | Fallout          | Líder de la Banda | Ian Rickson    | Royal Court Theatre | junto a Lorraine Brunning, Jason Frederick, Lennie James y Petra Letang |
| 2003 | Elmina's Kitchen | -                 | Angus Jackson  | Garrick Theatre     | junto a Shaun Parkes y Don Warrington                                   |
| 2003 | Exclude Me       | -                 | John Burgess   | The Chelsea Theatre | junto a Jonathan Guy Lewis, Kay Bridgeman y Katie Donnison              |